# Комари
Комарите (Culicidae) са семейство двукрили насекоми. Наброяват около 3500 вида и се срещат на всички континенти освен Антарктида. Обитават най-често застояли води и блата.
Комарите преминават през четири различни фази в рамките на жизнения си цикъл – стадии на яйце, ларва, пупа и възрастни индивиди (имаго). Първите три стадия се развиват във водна среда и продължават между 5 и 14 дена, в зависимост от вида и околната температура. Възрастните комари се появяват след развитието на пупата, като първоначално плуват на водната повърхност. Продължителността на живот на комарите е между 4 и 8 седмици.
Комарите са временни паразити, като при почти всички видове женските пият кръв, която е необходима за развитието на яйцата им. Мъжките са по-големи от женските и се хранят само с растителни сокове и цветен прашец. Техни естествени врагове са водните кончета, които се хранят с тях. Комарите могат да пренесат причинители на редица опасни заразни заболявания като малария, западнонилска треска, денге, жълта треска и много други.

## Морфологични характеристики
Комарите притежават тънко и издължено тяло, достигащо на дължина около 16 mm. Тялото е снабдено с шест дълги крака и чифт тънки, прозрачни крила. Окраската на тялото е най-често жълтеникава, кафява или сива. Коремчето е удължено, състоящо се от десет сегмента. Гръдната част е точно толкова широка, колкото и коремчето. Ходилата завършват с чифт нокти. Крилата са покрити с люспи, които понякога са групирани в характерни струпвания. Антените на главата са дълги и се състоят от 15 отделни сегмента. Устният апарат е от пробивно-смукателен тип. Женските често притежават дълъг хобот, завършващ с четинка, която може да е видоизменена в приспособление за пробиване, а мъжките са без пробивен тип хобот. На тегло комарите достигат средно 2,5 mg.

## Еволюция
Най-старият известен комар, приличащ анатомично на модерните представители е открит в канадски кехлибар, датиран от преди 79 милиона години (от креда). Малко по-стар предшественик с по-примитивно устройство е известен от преди 90 до 100 милиона години.
Генетични изследвания показват, че двете подсемейства на комарите Anophelinae и Culicinae са се отделили едно от друго преди около 150 милиона години. Счита се, че комарите от стария и новия свят са се отделили еволюционно преди около 95 милиона години.

## Жизнен цикъл и размножаване
Подобно на останалите представители на разред Двукрили, комарите преминават през няколко етапа на развитие – яйце, ларва, пупа и възрастен индивид (наричан още имаго). При повечето видове комари, женските отлагат яйцата си в открити водни площи, по-рядко по бреговете на водоеми. Често яйцата се прикрепят по повърхността на водни растения. Всеки вид комар е тясно специализиран по отношение на качеството и особеностите на водоема, в които се отлагат яйцата, като предпочитанията допринасят за окупирането на различни екологични ниши. Така например някои видове обитават езера с различни температури, други видове – сладководни блата, трети отлагат яйца в соленоводни тресавища. Сред видовете, размножаващи се в солени води има такива с тесен диапазон на соленост и такива толериращи еднакво солени и сладки води.
Първите три стадия в развитието на комарите (яйце, ларва и пупа) протичат преди всичко във водна среда. Общата продължителност на тези три стадия е между 5 и 14 дена, в зависимост от вида и от условията на околната среда. Има и известни изключения, особено при комарите, които населяват студени или сухи области. В тези места комарите навлизат в диапауза – състояние на забавено развитие, обикновено с продължителност от няколко месеца. В състояние на диапауза, комарите изчакват подходящи условия за излюпване и развитие. Ларвите на някои видове, като например тези от род Wyeomyia замръзват през зимата, а през пролетта продължават своето развитие. Яйцата на видовете от род Aedes навлизат в състояние на диапауза ако субстрата на който са положени пресъхне, а продължават развитието си и се излюпват при покриването им с вода. При няколко вида възрастните могат да изпаднат в състояние на диапауза и да преживеят зимата.
Жизнения цикъл след излюпването на яйцето навлиза в стадий ларва. Ларвата се превръща в какавида (пупа), която след пълно развитие се преобразува във възрастен индивид (имаго). Кръвосмучещите комари имат жизнен цикъл с продължителност от една седмица до няколко месеца, като това зависи от вида, пола и условията на околната среда.

### Яйца и тяхното отлагане
Морфологията на самите яйца, както и навиците по отлагането им се различават значително при отделните видове комари. Най-простия ритуал по отлагане, практикуван от видовете на род Anopheles е чрез ниско прелитане над водни площи, леко докосвайки повърхността на водата при което женската отлага едно или няколко яйца. Яйцата на комарите от род Anopheles са силно елиптични с леко заострени краища. Броят на отложените яйца от една женска за целия и жизнен цикъл, варира между 100 и 200 яйца при повечето често срещани видове. При някои видове е възможно една-единствена двойка комари да продуцира локална популация от около 1000 индивида, дори и при високата непреживяемост на яйцата и ларвите. Други видове комари, като например тези от род Mansonia, отлагат своите яйца в скупчвания, прикачени към подводни повърхности или растения. Техните близки родственици от род Coquillettidia също отлагат яйцата си на купчини, но не ги прикачват към упори, а самите купчини свободно плуват на повърхността. Яйцата на Anopheles също могат да се забележат на групи, но това не е типично и не наподобява на слоевете яйца, характерни за Mansonia и Coquillettidia. При видовете комари, отлагащи яйцата си на слоеве, женските внимателно полагат яйцата едно след друго докато плуват върху водната повърхност и ги долепят до формирането на масивен слой.
Женските от род Aedes обикновено отлагат яйцата си поединично, подобно на тези от род Anopheles, но за разлика от тях извън водата. Вместо това Aedes полагат яйцата си върху кални почви, близо до водата, но не и непосредствено във водоемите. Обикновено яйцата не се излюпват докато не се покрият от вода, което може да настъпи след дълъг период от време. Поради това самите яйца са способни да оцелеят в дълги периоди на суша, но за целта трябва да претърпят предварително определен стадии на развитие. След достигането на този стадий, яйцата могат да изчакат месеци до наличието на подходящи условия за излюпване.
Повечето видове комари се излюпват от яйцата, много бързо след достигането на подходящи условия и среда, обикновено по едно и също време за люпило. За разлика от тях, при комарите от род Aedes излюпването не е по едно и също време и продължава за дълъг период в рамките на едно люпило. Това прави много трудна борбата с комари от този род, но е еволюционна адаптация за оцеляване. При някои видове от род Anopheles също се наблюдава несинхронизирано излюпване, но в значително по-малка степен в сравнение с това при род Aedes.

### Ларва
Ларвите на комарите имат добре оформена глава с устни четинки, използвани за хранене, голям гръден сегмент без крака и сегментирано коремче.
Ларвите поглъщат въздух през специализирани дихателни отвори, разположени на осмия коремен сегмент или чрез сифон. Необходимостта от атмосферен въздух ги кара периодично да излизат на повърхността. По-голяма част от развитието на ларвата става в повърхностния воден слой, където тя се храни с водорасли, бактерии и други микроорганизми. Ларвите се гмуркат надълбоко едва при непосредствена опасност. Движенията във водна среда стават посредством оттласкване, като за целта устните четинки взимат дейно участие заедно с червеобразните движения на цялото тяло.
Развитието на ларвата преминава през четири отделни стадия, след последния от които следва метаморфоза и оформянето на пупа. След края на всеки стадии ларвата отхвърля телесната си покривка (екзоскелет) което и позволява нарастване на размер.

### Пупа
Пупата е леко дъговидно извита при страничен поглед. Главата и гърдичките са обединени в главогръд, а коремчето е извито надолу. Подобно на ларвите, пупата също трябва да излиза на повърхността за да диша. Самото дишане става през чифт респираторни тръби, разположени на главогръда. Интересна особеност е, че пупата не се храни. След няколко дена, пупата излиза на повърхността, където след отваряне на главогръда си подава възрастния комар. Пупата е значително по-неактивна от ларвите.

### Възрастни индивиди
Развитието на комарите от стадия на яйце до възрастен индивид варира при различните видове и е силно зависимо от околната температура. Най-краткото време за което комарите могат да се развият от яйцето е пет денонощия, но обикновено целия процес трае между 40 и 42 денонощия в тропически условия. Вариациите в размерите на тялото при възрастните комари зависят от плътността на популацията ларви и от хранителните запаси в околната среда.
Възрастните комари се чифтосват най-често в рамките на няколко дена след излизането от стадии пупа. При повечето видове, мъжките формират големи рояци, а женските навлизат в рояка само за чифтосване.
Мъжките живеят около седмица, като се изхранват от нектар и цветен прашец. Женските също могат да се хранят с нектар и сладки разтвори, но развитието на яйцата изисква наличие на кръв. След кръвосмученето женските си почиват за няколко дена и през това време кръвта се храносмила и помага за развитието на яйцата. Процесът силно зависи от околната температура и обикновено изисква около 2 до 3 дена при тропически условия. Когато яйцата са напълно развити, женската ги отлага в специално избрани места. След това женските продължават търсенето на нов източник на кръв.
Цикълът се повтаря до смъртта на женската. Женските комари могат да преживеят до месец в изкуствени условия, но в нормалната естествена среда те не преживяват повече от две седмици. Продължителността им на живот зависи от околната температура, влажността и от наличието на източник на кръв.
Тялото при комарите е относително слабо, обособено на три отделни секции – глава, гърди и коремче.
Главата е специализирана в доставянето на сензорна информация и поглъщане на храна. На върха на главата се разполага двойка антени, важен инструмент за улавянето на миризми – както за намиране на източник на кръв, така и при избор на място за отлагане на яйцата. При всички видове комари, антените при мъжките са значително по разклонени, което е приспособление за откриване на женските. Очите са фасетни, ясно отделени едно от друго. Ларвите притежават примитивни очи, но при възрастните фасетните очи се формират от различна част на главата.
Гърдите са специализирани в придвижване. Върху гръдния сегмент се разполагат три чифта крака и едни чифт криле. Крилете са образувание на екзоскелета. Комарите от род Anopheles са способни да летят около четири часа без прекъсване със скорост около 1 – 2 km/h, което им позволява да изминат разстояния около 12 km на нощ.
Коремчето е специализирано в преработката на храната и в развитието на яйцата. Тази част на тялото са разширява неимоверно при поглъщането на кръв. Кръвта се преработва постепенно, като служи за източник на белтъци за формирането на яйцата, които постепенно изпълват коремчето.

## Разпространение
Комарите са широко разпространени, с видове населяващи всички континенти с изключение на Антарктика. В топлите и влажни региони на Земята, комарите са активни през цялата година, докато в умерените области те изпадат в период на хибернация по време на зимата. Комарите, населяващи Арктика са активни в период от няколко седмици през лятото, когато на повърхността на леда се формират локвички вода. Въпреки това, броят на арктическите комари е огромен в периода на пиковата им активност, като се счита, че могат да извлекат до 300 ml кръв от всяко карибу от северните стада.
Яйцата на видовете обитаващи умерените региони са много по-издръжливи на студ в сравнение с яйцата на видовете от тропиците, като дори могат да запазват жизнеността си при минусови температури. Повишената устойчивост на студ е характерна и за възрастните екземпляри от умерените зони, които могат да оцелеят през зимата при наличие на подходящи местообитания.
Някои видове комари са разселени в области, където нормално не се срещат. Това става благодарение на човешката дейност и по-специално на случайния пренос на яйца, ларви и пупи. Основният начин на разселване е посредством транспортирането на товари по море, с тежкотоварен транспорт по суша, както и със самолетен транспорт. Поради мащабите в които се транспортират товари между държави и континенти е много трудно да се приложат адекватни карантинни мерки.

## Хранене
Обикновено мъжките и женските комари се хранят с нектар и растителни сокове, но при някои видове устният апарат на женските комари е видоизменен в приспособление за пробиване и смучене на кръв. При много видове женската си набавя необходимите хранителни вещества от кръвта, за да може да произвежда яйца, а при други видове женските са напълно способни да произвеждат яйца и преди това, но процесът се ускорява значително след хранене с кръв. Както растителните сокове, така и кръвта са богати на лесно усвоими въглехидрати. Само че кръвта съдържа и високоенергийни източници, например липиди, както и ценни белтъци, използвани за произвеждането на яйца.
Когато женските са способни да се възпроизвеждат без паразитиране, т.е. предимно от растителни сокове и нектари, видът се нарича автогенен, например при представителите на род Toxorhynchites. В противен случай – ако за възпроизводството е необходимо кръвосмучене – видът се нарича анавтогенен; такива са повечето преносители на заразни заболявания, например представителите на родовете Anopheles и Aedes. При редица видове смученето на кръв е спомагателна, но не и необходима предпоставка за възпроизводство, например при рода Culex; такива видове се наричат частично анавтогенни.
Откриването на подходящ гостоприемник се основава на способността на женските кръвосмучещи комари да долавят с обонянието си летливи вещества от гостоприемника, например въглероден диоксид или 1-октен-3-ол. Помага и зрението: комарите отдалеч забелязват подвижни обекти. Предпочитани са жертви, които се потят, тъй като потта издава присъствието и осигурява необходимите ориентири от летливи органични вещества. Друг мощен атрактант на комари е органичният алдехид нонанал. При кръвосмучещите видове голяма част от обонятелната система е специализирана в долавянето на миризми от кръвен произход. От 72-та типа рецептори в антените на тези комари, най-малко 27 са способни да улавят миризми, свързани с изпотяването на жертвата. Комарите от рода Aedes откриват гостоприемника на два етапа – първият етап е по-скоро случайно лутане до откриване на подходящи химични следи, а вторият етап е значително по-целенасочен и най-вероятно включва не само обонянието, но и зрението.
Повечето комари се хранят на зазоряване или свечеряване, а средата на деня прекарват в хладни и влажни скривалища, но могат да хапят, ако бъдат смущавани. Преди и по време на кръвосмучене комарите отделят слюнка в областта на пробива. Слюнката пречи на съсирването на кръвта и така улеснява храненето с течна кръв. Чрез слюнката комарите предават различни болести, затова слюнчените жлези на комарите са основният източник на болестотворни организми.
Комарите от рода Toxorhynchites никога не прибягват до кръвосмучене. Този род включва комари с големи размери, които се хранят от ларви на други комари. Затова се правят опити за използването на комари от рода Toxorhynchites като средство за биологична борба с други видове комари – причинители на заболявания.

## Причинители на заболявания
Комарите са преносители на вируси и други паразити, като са способни да предават причинителите на болестта, без самите те да развиват симптомите.
Някои от най-често срещаните болести предавани чрез комари са жълта треска, денга, западнонилска треска предавани от комари от рода Aedes, както и малария предавана от комари от рода Anopheles. Счита се, че вирусът на СПИН не може да бъде пренесен посредством ухапване от комар.
Счита се, че комари са причинители за болести при над 700 милиона души годишно в Африка, Южна Америка, Централна Америка и региони от Азия. Най-малко 2 милиона хора умират годишно от тези болести.
Методите използвани за предотвратяване на разпространението на болести предавани от комари, включват предпазване на хората от ухапване, ограничаване на популациите от комари, разработката на ваксини и репеленти на комари. Тъй като повечето проблеми се причиняват от възрастните женски, усилията на учените са насочени към ограничаване на причините за болести именно в тази фаза и пол.
| Заболяване                 | Вектор на вируса                                                                                             |
| -------------------------- | --- |
| Западен енцефаломиелит     | Aedes cantans, Ochlerotatus dorsalis, Aedes vexans, Culex pipiens, Culex tarsalis                            |
| Вирусна треска Синдбис     | Culex, Aedes communis                                                                                        |
| Чикунгуня                  | Culex, Aedes aegypti                                                                                         |
| Западнонилска треска       | Culex antennatus, Culex pipiens, Culex modestus, Culex univitatus, Culex theileri, Coquillettidia richiardii |
| Калифорнийски енцефалит    | Aedes cinereus, Aedes vexans, Culex                                                                          |
| Тахиня                     | Aedes caspius, Aedes vexans, Culiseta anulata                                                                |
| Лимфоцитарен хориоменингит | Aedes cinereus, Ochlerotatus communis, Ochlerotatus geniclatus                                               |

## Класификация на семейство Комари
Семейство Комари обединява над 3500 отделни вида, които най-често се разделят в две подсемейства и 43 отделни рода. Класификацията на комарите се променя, тъй като сравнително често се откриват нови видове, а генетичните изследвания помагат за промяната и уточняването на таксономичните категории.
Семейство Комари (Culicidae)
- Подсемейство Anophelinae

- Род Anopheles
- Род Bironella
- Род Chagasia

- Подсемейство Culicinae

- Род Aedeomyia
- Род Aedes
- Род Armigeres
- Род Ayurakitia
- Род Borachinda
- Род Coquillettidia
- Род Culex
- Род Culiseta
- Род Deinocerites
- Род Eretmapodites
- Род Ficalbia
- Род Galindomyia
- Род Haemagogus
- Род Heizmannia
- Род Hodgesia
- Род Isostomyia
- Род Johnbelkinia
- Род Kimia
- Род Limatus
- Род Lutzia
- Род Malaya
- Род Mansonia
- Род Maorigoeldia
- Род Mimomyia
- Род Onirion
- Род Opifex
- Род Orthopodomyia
- Род Psorophora
- Род Runchomyia
- Род Sabethes
- Род Shannoniana
- Род Topomyia
- Род Toxorhynchites
- Род Trichoprosopon
- Род Tripteroides
- Род Udaya
- Род Uranotaenia
- Род Verrallina